# Voertuigkilometer
Voertuigkilometer is een in de verkeerskunde gebruikte eenheid, die overeenkomt met de door een voertuig afgelegde afstand van één kilometer. De maat wordt gebruikt voor diverse statistische doeleinden waar het aantal inzittenden van het voertuig niet van belang is, bijvoorbeeld voor het uitdrukken van de verkeersprestatie van een netwerk. 
Voertuigkilometers kunnen worden opgedeeld naar onder meer voertuigtype en wegtype. Door gebruik te maken van ongevalskansen per voertuigkilometer per wegtype kunnen het aantal ongevallen per wegtype worden berekend. Hetzelfde geldt voor emissiefactoren per voertuigtype en per voertuigkilometer waarmee de emissies van voertuigen per type kunnen worden berekend. 